# GO Ms. Tree
GO Ms. Tree, spesso abbreviato in Ms. Tree, è una nave veloce e altamente manovrabile che è stata noleggiata da SpaceX nel 2017 per il recupero della carenatura del carico utile dei razzi. La nave, precedentemente chiamata Mr. Steven, 
è stata pesantemente modificata da SpaceX in modo da poter catturare le metà della carenatura in fase di caduta con paracadute. La nave è stata infatti dotata di una rete di grandi dimensioni che ha lo scopo di catturare le carenature "al volo" prima che esse entrino in contatto con l'acqua di mare. Lo scopo di tale procedimento e quello di consentire il riutilizzo delle carenature del carico utile del razzo, in modo da ridurre i costi dei lanci.
La Ms. Tree è stata utilizzata per esperimenti di recupero della carenatura del Falcon 9 di SpaceX in diverse occasioni nel 2018 e all'inizio del 2019, mentre era nominata Mr. Steven. Il 25 giugno 2019 la nave ha catturato per la prima volta con successo una carenatura discendente nella sua grande rete,  durante la missione STP-2.
Il nome Ms. Tree è un gioco di parole scelto per la sua assonanza con la parola "Mistery".

## Storia e riutilizzo della carenatura
La nave è stata costruita nel 2014 per SeaTran come una nave veloce per l'equipaggio / rifornimento, al servizio dell'industria petrolifera nel Golfo del Messico. Alla fine del 2017, la nave è stata noleggiata da SpaceX mentre continuava lo sviluppo del programma di recupero della carenatura.
Nell'ottobre 2017, la Ms. Tree (all'epoca chiamata Mr. Steven) arrivò a Port Canaveral andando ad aggiungersi alla flotta di SpaceX. La nave è stata assegnata alle operazioni nell'Oceano Pacifico, con sede nel porto di Los Angeles, in California, ed è stata dotata di quattro grandi braccia che supportavano una rete orizzontale, simile a un trampolino gigante o una rete da trapezio, con un'area di circa 900 m², oltre a sistemi di posizionamento dinamico. Così ammodernata, la nave fu usata per tentare di catturare le carenature del carico di un Falcon 9, aventi una superficie pari a 68,64 m², prima che esse toccassero la superficie dell'oceano.
Nel luglio 2018, la Mr. Steven è stata aggiornata e rinnovata con l'installazione di una rete molto più grande con un'area di 3700 m², quattro volte la dimensione netta originale. L'aggiornamento includeva la sostituzione dei quattro bracci rigidi originali e il montaggio di quattro nuovi bracci, dotati di bracci ammortizzanti estensibili. Questi aggiornamenti si resero necessari per poter catturare la carenatura prima che impatti contro la superficie dell'oceano. Nel giugno 2019, la Mr. Steven è stata ribattezzata GO Ms. Tree, dopo essere stata acquistata dalla Guice Offshore (GO), una società con un rapporto contrattuale di lunga data con SpaceX come fornitore di una varietà di marine Servizi.
La Ms. Tree, con la sua nuova rete, ha operato per tutto il resto del 2018 ma non è mai riuscita a catturare una metà della carenatura durante una missione. SpaceX ha condotto numerosi test di caduta nel tentativo di mettere a punto il processo; durante questi test, un elicottero sollevava una carenatura a 10,00 piedi per poi lasciarla cadere affinché la Ms. Tree la inseguisse per recuperarla, ma nessuno di questi test ebbe successo.
A causa della mancanza di missioni imminenti che verranno lanciate sull'Oceano Pacifico dopo il 2018, SpaceX ha deciso di spostare la Ms. Tree nell'Oceano Atlantico. La nave fu trasferita nel febbraio 2019 e ha iniziato a operare da Port Canaveral, in Florida. La prima operazione di recupero nell'Oceano Atlantico si rilevò insidiosa, durante la navigazione in mare aperto per la missione PSN-6, la Ms. Tree ha incontrato maltempo e le onde sono riuscite a strappare due dei quattro bracci che reggevano la rete, danneggiando la rete stessa in modo irreparabile. Il tentativo di cattura fu abbandonato e la nave tornò a Port Canaveral per le riparazioni. Esse hanno richiesto quasi 3 mesi per via del tempo impiegato alla fabbricazione e all'installazione della nuova rete.
La nave tornò operativa nel giugno 2019, e il 25 giugno 2019 fu impiegata per il settimo tentativo di recupero e fu un successo, in quanto riuscì finalmente a catturare metà della carenatura del carico utile durante la missione STP-2 del Falcon Heavy a 1350 km di distanza dalla rampa di lancio. Il 7 agosto 2019 durante la missione AMOS-17, la nave catturò nuovamente la carenatura, da allora il programma vide ulteriori successi ma in modo incoerente.
Nell'agosto 2019, SpaceX ha noleggiato la nave gemella denominata GO Ms. Chief, per consentire loro di catturare entrambe le metà della carenatura dei suoi lanciatori Falcon durante una singola missione.
L'11 novembre 2019, si svolse la prima missione di recupero congiunta delle navi GO Ms. Tree e GO Ms. Chief durante la missione Starlink L1, ma sono state fatte rientrare in porto a causa del mare mosso che avrebbe messo a rischio le navi, perciò non fu tentato alcun recupero delle carenature.

## Operazione di cattura automatizzata
Durante un tentativo di cattura, i movimenti della nave sono controllati direttamente da un sistema informatico; tuttavia, l'equipaggio può intervenire manualmente se necessario. SpaceX ha lentamente perfezionato il sistema informatico per migliorare l'affidabilità dell'operazione di cattura. La metà della carenatura discendente e il computer della nave dialogano tra loro e si dirigono autonomamente l'uno verso l'altro.
Le squadre di recupero conducono un sondaggio poco prima di ogni tentativo di cattura. Durante il sondaggio, esaminano le condizioni meteorologiche attuali e la telemetria dalla carenatura per decidere se procedere o meno con un tentativo di cattura poiché questi sono i principali fattori che influenzano l'esito dell'operazione.

## Missioni di recupero
|                  | Lanciatore          | Sito di Lancio                                    | Missione                     | Ruolo Nave                | Sito Recupero    | Esito Recupero Carenatura                                |
| ---------------- | ------------------- | ------------------------------------------------- | ---------------------------- | ------------------------- | ---------------- | -------------------------------------------------------- |
| 30 ottobre 2017  | Falcon 9 Full Trust | Kennedy Space Center Launch Complex 39A           | Koreasat 5A                  | Recupero Carenatura       | Oceano Pacifico  | Fallito                                                  |
| 22 dicembre 2017 | Falcon 9 Full Trust | Space Launch Complex 4E (SLC-4E) della Vandenberg | Iridium 4                    | Pratica di marcia a secco | Oceano Pacifico  | Fallito                                                  |
| 22 febbraio 2018 | Falcon 9 Full Trust | Space Launch Complex 4E (SLC-4E) della Vandenberg | Paz, Tintin A & B            | Recupero Carenatura       | Oceano Pacifico  | Fallito                                                  |
| 30 marzo 2018    | Falcon 9 Block 4    | Space Launch Complex 4E (SLC-4E) della Vandenberg | Iridium 5                    | Recupero Carenatura       | Oceano Pacifico  | Fallito                                                  |
| 22 maggio 2018   | Falcon 9 Block 4    | Space Launch Complex 4E (SLC-4E) della Vandenberg | Iridium 6                    | Recupero Carenatura       | Oceano Pacifico  | Fallito                                                  |
| 25 luglio 2018   | Falcon 9 Block 5    | Space Launch Complex 4E (SLC-4E) della Vandenberg | Iridium 7                    | Recupero Carenatura       | Oceano Pacifico  | Fallito                                                  |
| 3 dicembre 2018  | Falcon 9 Block 5    | Space Launch Complex 4E (SLC-4E) della Vandenberg | SSO-A                        | Recupero Carenatura       | Oceano Pacifico  | Fallito                                                  |
| 22 febbraio 2019 | Falcon 9 Block 5    | Cape Canaveral Launch Complex 40                  | PSN-6, Beresheet Moon lander | Recupero Carenatura       | Oceano Atlantico | Fallito                                                  |
| 11 aprile 2019   | Falcon Heavy        | Kennedy Space Center LC-39A                       | Arabsat-6A                   | Recupero Carenatura       | Oceano Atlantico | Riuscito                                                 |
| 6 agosto 2019    | Falcon 9 Block 5    | Cape Canaveral Launch Complex 40                  | AMOS-17                      | Recupero Carenatura       | Oceano Atlantico | Riuscito                                                 |
| 11 novembre 2019 | Falcon 9 Block 5    | Cape Canaveral Launch Complex 40                  | Starlink V1 L2               | Recupero Carenatura       | Oceano Atlantico | Recupero non tentato a causa di condizioni meteo Avverse |
| 17 dicembre 2019 | Falcon 9 Block 5    | Cape Canaveral Launch Complex 40                  | JCSAT-18 / Kacific-1         | Recupero Carenatura       | Oceano Atlantico | Sconosciuto                                              |
| 29 gennaio 2020  | Falcon 9 Block 5    | Kennedy Space Center LC-39A                       | Starlink V1 L3               | Recupero Carenatura       | Oceano Atlantico | Riuscito                                                 |
| 17 febbraio 2020 | Falcon 9 Block 5    | Cape Canaveral Launch Complex 40                  | Starlink V1 L4               | Recupero Carenatura       | Oceano Atlantico | Sconosciuto                                              |
| 18 marzo 2020    | Falcon 9 Block 5    | Kennedy Space Center LC-39A                       | Starlink V1 L5               | Recupero Carenatura       | Oceano Atlantico | Sconosciuto                                              |
| 22 aprile 2020   | Falcon 9 Block 5    | Kennedy Space Center LC-39A                       | Starlink V1 L6               | Recupero Carenatura       | Oceano Atlantico | Sconosciuto                                              |
| 4 giugno 2020    | Falcon 9 Block 5    | Cape Canaveral Launch Complex 40                  | Starlink V1 L7               | Recupero Carenatura       | Oceano Atlantico | Sconosciuto                                              |
| 13 giugno 2020   | Falcon 9 Block 5    | Cape Canaveral Launch Complex 40                  | Starlink V1 L8               | Recupero Carenatura       | Oceano Atlantico | Sconosciuto                                              |
| 30 giugno 2020   | Falcon 9 Block 5    | Cape Canaveral Launch Complex 40                  | GPS III SV03                 | Recupero Carenatura       | Oceano Atlantico | Sconosciuto                                              |
| 20 luglio 2020   | Falcon 9 Block 5    | Cape Canaveral Launch Complex 40                  | ANASIS-II                    | Recupero Carenatura       | Oceano Atlantico | Riuscito                                                 |
| 7 agosto 2020    | Falcon 9 Block 5    | Kennedy Space Center LC-39A                       | Starlink V1 L9               | Recupero Carenatura       | Oceano Atlantico | Sconosciuto                                              |
| 18 agosto 2020   | Falcon 9 Block 5    | Cape Canaveral Launch Complex 40                  | Starlink V1 L10              | Recupero Carenatura       | Oceano Atlantico | Sconosciuto                                              |
| 3 settembre 2020 | Falcon 9 Block 5    | Kennedy Space Center LC-39A                       | Starlink V1 L11              | Recupero Carenatura       | Oceano Atlantico | Sconosciuto                                              |
| 6 ottobre 2020   | Falcon 9 Block 5    | Kennedy Space Center LC-39A                       | Starlink V1 L12              | Recupero Carenatura       | Oceano Atlantico | Sconosciuto                                              |
| 18 ottobre 2020  | Falcon 9 Block 5    | Kennedy Space Center LC-39A                       | Starlink V1 L13              | Recupero Carenatura       | Oceano Atlantico | Sconosciuto                                              |